# Dany Alejandro Hoyos
Dany Alejandro Hoyos Sucerquia (Medellín, 8 de mayo de 1982) más conocido como Suso el paspi es un humorista, escritor, gestor cultural y presentador de televisión colombiano. Es reconocido por ser el creador de The Suso's Show. 

## Biografía
Nació en Medellín, desde su niñez se interesó en contar chistes cortos en teatros y recintos. Estudió comunicación social y lengua castellana en la Universidad de Antioquia. En 2008 creó Te Creo una agencia cultural.
En 2009 creó el programa de humor basado en el programa de entrevistas interpretando a un limpiabotas que invita a grandes celebridades de la televisión, deportivos, artistas, políticos y personas en general llamado The Suso's Show que fue emitido inicialmente en Telemedellín, saltó a la televisión nacional en RCN Televisión y Caracol Televisión al presente.
En 2015 fue presentador del talent show Tu cara me suena y presentador del Festival Internacional del Humor emitido por Caracol Televisión. En 2021 creó su librería Te Creo En 2023 público su primer libro basado en su vida personal El árbol de guayacán.